# Нюреть
Нюре́ть (рос. Нюреть, чув. Нÿрет) — присілок у Чувашії Російської Федерації, у складі Юськасинського сільського поселення Моргауського району.
Населення — 66 осіб (2010; 80 в 2002, 84 в 1979; 158 в 1939, 89 в 1926, 107 в 1897, 62 в 1858).

## Історія
Утворилось як виселок села Преображенське (Чуваська Сорма). До 1866 року селяни мали статус державних, займались землеробством, тваринництвом, ковальством. В кінці 19 століття діяв вітряк. 1931 року створено колгосп «Ворошилов». До 1927 року присілок перебував у складі Селоустьїнської та Чувасько-Сорминської волостей Ядрінського повіту. 1927 року присілок переданий до складу Аліковського району, 1944 року — до складу Моргауського, 1959 року — повернутий до складу Аліковського, 1962 року — до складу Чебоксарського, 1964 року — повернутий до складу Моргауського району.